# Catfights and Spotlights
Catfights and Spotlights è il sesto album del gruppo musicale pop britannico Sugababes, pubblicato il 17 ottobre 2008 dall'etichetta discografica Island in Irlanda e Paesi Bassi e il 20 dello stesso mese nel Regno Unito. È stato prodotto da Klas Åhlund, Steve Booker, Orson, Si Hulbert, The Invisible Men, Melvin Kuiters, e Max Martin. È l'ultimo album del gruppo in cui compare Keisha Buchanan.
Dall'album sono stati estratti i singoli Girls e No Can Do.

## Registrazione
Dopo aver completato il "Change Tour" nel maggio 2008, le Sugababes annunciarono che non sarebbero rientrate in studio fino al settembre 2008, insistendo di aver bisogno di più tempo per lavorare su nuovo materiale. Invece, il 15 giugno 2008, Keisha Buchanan disse che il trio avrebbe presto ricominciato a registrare grazie alle opportunità di lavorare con nuovi produttori, e dal 17 giugno hanno iniziato la registrazione dell'album. Poco dopo un mese, all'annuale Liverpool Summer Pops a Liverpool, annunciarono che il primo singolo era pronto. Il titolo di questo, Girls, fu rivelato l'11 agosto 2008 e pubblicato il 6 ottobre 2008 nel Regno Unito.
In un'intervista, le Sugababes hanno descritto che in Catfights and Spotlights la sonorità è più morbida e matura, perché hanno voluto concentrarsi principalmente sulle loro voci. Heidi Range ha aggiunto che è più dark dei precedenti lavori.

## Critica
L'album ha ricevuto critiche generalmente positive dai media e dai critici musicali, ma è stato il terzo album del gruppo con la più bassa posizione e il secondo con le vendite minori, raggiungendo la numero 8 e le prime venti posizioni rispettivamente nel Regno Unito e in Irlanda. Da Catfights and Spotlights sono stati estratti solo due singoli: dopo la già citata Girls, fu estratta No Can Do, il 22 dicembre 2008.

## Tracce
CD (Island 602517884144 (UMG) / EAN 0602517884144)
1. Girls - 3:11 (Keisha Buchanan, Allen Toussaint, Anna McDonald, Nicole Jenkinson)
2. You on a Good Day - 3:26 (Keisha Buchanan, Klas Åhlund)
3. No Can Do - 3:10 (Jason Pebworth, George Astasio, Jon Shave, Geeki)
4. Hanging on a Star - 3:21 (Keisha Buchanan, Jason Pebworth, George Astasio, Jon Shave, Geeki)
5. Side Chick - 3:39 (Keisha Buchanan, Klas Åhlund, Alex Purple)
6. Unbreakable Heart - 3:51 (Max Martin, Klas Åhlund)
7. Sunday Rain - 4:01 (Keisha Buchanan, Heidi Range, Karen Poole, Steve Booker, Amelle Berrabah)
8. Every Heart Broken - 4:08 (Klas Åhlund)
9. Beware - 2:55 (Klas Åhlund, Amelle Berrabah)
10. Nothing's as Good as You - 3:03 (Jason Pebworth, George Astasio, Jon Shave, Geeki)
11. Sound of Goodbye - 4:22 (Keisha Buchanan, Karen Poole, Steve Booker)
12. Can We Call a Truce - 4:33 (Keisha Buchanan, Klas Åhlund, Alex Purple, Deanna)
13. About You Now (Acoustic Version) - 2:45

## Classifiche
| Classifica (2008) | Posizione raggiunta |
| ----------------- | ------------------- |
| Regno Unito       | 8                   |
| Irlanda           | 18                  |